# Antonio Cavallucci

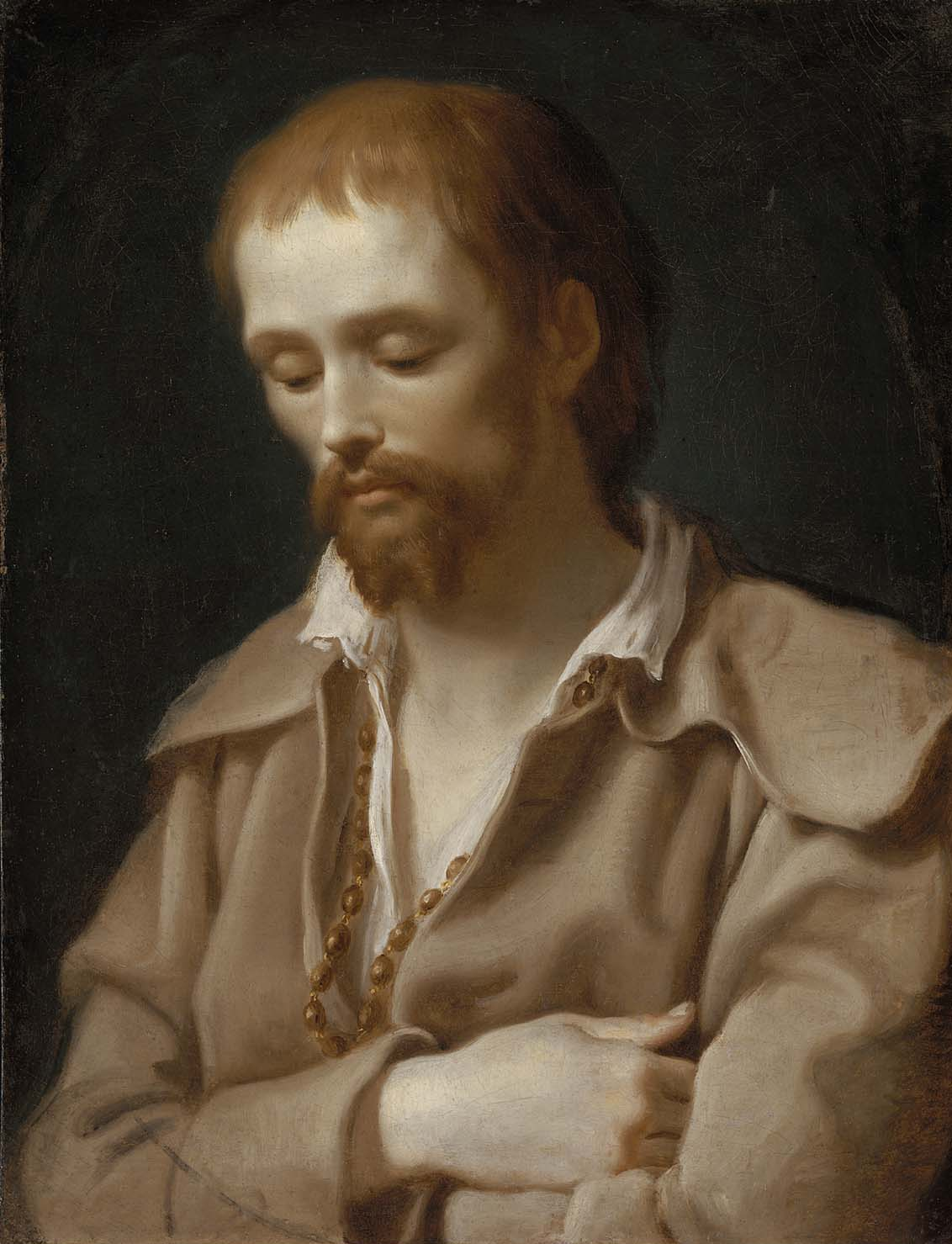
Antonio Cavallucci: Sankt Benedetto Giuseppe Labre, 1795.

Antonio Cavallucci, född 21 augusti 1752 i Sermoneta, Italien, död 18 november 1795 i Rom, var en italiensk målare under senbarocken. Studerade vid Roms konstakademi, Accademia di San Luca, 1769-1771.